# Flax Bourton
Flax Bourton är en ort och civil parish i Storbritannien.   Den ligger i kommunen North Somerset och riksdelen England, i den södra delen av landet, 180 km väster om huvudstaden London. Flax Bourton ligger 39 meter över havet och antalet invånare är 715.
Terrängen runt Flax Bourton är platt åt nordost, men åt sydväst är den kuperad. Runt Flax Bourton är det tätbefolkat, med 493 invånare per kvadratkilometer. Närmaste större samhälle är Bristol, 8,4 km nordost om Flax Bourton. Trakten runt Flax Bourton består i huvudsak av gräsmarker.